# Principio di proporzionalità
Il principio di proporzionalità è un principio giuridico che prescrive l'adeguatezza dei mezzi impiegati al fine voluto: nel diritto nazionale, si è affermato con lo Stato di diritto per contemperare l'esigenza di tutela dell'ordine pubblico con il rispetto dei diritti individuali. Nel diritto sovranazionale esso, come il principio di sussidiarietà, regola l'esercizio delle competenze esercitate dall'Unione europea: l'azione delle istituzioni europee deve limitarsi a quanto è necessario per raggiungere gli obiettivi fissati dai trattati. 

## Nel diritto dell'Unione europea

### Fondamento normativo
Il principio di proporzionalità è illustrato nell'articolo 5 del Trattato sull'Unione Europea: esso mira a inquadrare l'operato delle istituzioni dell'Unione entro certi limiti. Il protocollo (n. 2) sull'applicazione dei principi di sussidiarietà e di proporzionalità, allegato ai trattati, specifica i criteri di applicazione di questo principio.
Il titolo III della Costituzione Europea afferma: "in virtù del principio di proporzionalità, il contenuto e la forma dell'azione dell'Unione non vanno al di là di quanto necessario per il raggiungimento degli obiettivi della Costituzione". Esso si colloca fra "i principi comuni agli atti giuridici dell'Unione" (art. 37). Un'applicazione tipica del principio è costituita dalle restrizioni all'import-export che devono essere proporzionali alle esigenze di tutela del patrimonio demaniale pubblico della biodiversità e della salute delle persone (art. 154).

### Elaborazione giurisprudenziale
Stando alla giurisprudenza costante della Corte di giustizia dell'Unione europea, il rispetto del principio di proporzionalità presuppone l'adempimento di tre condizioni cumulative: attitudine, necessità e proporzionalità in senso stretto. In primo luogo, s'intende per attitudine l'idoneità della misura a perseguire la finalità prefissata. Secondariamente, la condizione di necessità esige che la misura presa costituisca l'opzione arrecante il minor pregiudizio possibile agli interessi in causa. Da ultimo, il sacrificio imposto dalla stessa deve poter essere ragionevolmente esigibile (proporzionalità in senso stretto).

## Nel diritto nazionale
In Francia, l'esigenza di proporzionalità si è affermata in rapporto alle sanzioni penali a partire dall'articolo 8 della Dichiarazione dei diritti dell'uomo e del cittadino del 1789, secondo cui la legge non può stabilire pene che non siano strettamente ed evidentemente necessarie.
In Italia, il principio di proporzionalità trova applicazione per l'operato della pubblica amministrazione, dove possono determinarsi gli elementi per l'annullabilità di un atto da parte del Consiglio di Stato.